# Ropalidia opifex
Ropalidia opifex är en getingart som beskrevs av Vecht 1962. Ropalidia opifex ingår i släktet Ropalidia och familjen getingar. Inga underarter finns listade i Catalogue of Life.